# Karate als Jocs Europeus de 2015
Les proves de Karate als Jocs Europeus de 2015 es van disputar del 13 al 14 de juny al Crystal Hall 3. En total es duran a terme 12 proves diferents, 6 per a cada gènere.

## Classificació
Participaran un màxim de 8 esportistes per prova i el país només podrà estar representat per un participant. El repartiment de places es farà d'acord amb els resultats del Campionat Europeu de Karate (6 places), la nació organitzadora (1 plaça) i la plaça universal per promoure la participació d'altres països.

### Taula de classificats
| CON                | Masculí | Masculí | Masculí | Masculí | Masculí | Masculí | Femení | Femení | Femení | Femení | Femení | Femení | Total |
| CON                | 60kg    | 67kg    | 75kg    | 84kg    | +84kg   | Kata    | 50kg   | 55kg   | 61kg   | 68kg   | +68kg  | Kata   | Total |
| ------------------ | ------- | ------- | ------- | ------- | ------- | ------- | ------ | ------ | ------ | ------ | ------ | ------ | ----- |
| Àustria            |         |         |         |         |         |         | X      |        |        | X      |        |        | 2     |
| Azerbaidjan        | X       | X       | X       | X       | X       | X       | X      | X      | X      | X      | X      | X      | 12    |
| Croàcia            |         | X       |         |         |         |         | X      | X      | X      |        | X      | X      | 6     |
| Txèquia            |         |         |         |         |         |         |        |        |        |        |        | X      | 1     |
| Dinamarca          |         |         |         |         |         | X       |        |        |        |        |        |        | 1     |
| Finlàndia          |         |         |         |         |         | X       |        |        |        |        | X      |        | 2     |
| França             | X       | X       | X       | X       |         | X       | X      | X      | X      |        | X      | X      | 10    |
| Alemanya           |         | X       | X       |         | X       |         | X      |        |        |        |        | X      | 5     |
| Grècia             |         |         |         | X       | X       |         |        |        |        | X      |        |        | 3     |
| Hongria            |         | X       |         |         |         |         |        |        |        |        |        |        | 1     |
| Itàlia             | X       |         | X       | X       |         | X       |        |        |        |        |        |        | 4     |
| Kosovo             |         |         |         | X       |         |         |        |        |        |        |        |        | 1     |
| Letònia            |         |         | X       |         |         |         |        |        |        |        |        |        | 1     |
| Luxemburg          |         |         |         |         |         |         |        | X      |        |        |        |        | 1     |
| Macedònia del Nord | X       |         |         |         | X       |         |        |        |        |        |        |        | 2     |
| Montenegro         |         |         |         |         |         |         |        |        |        | X      |        |        | 1     |
| Portugal           |         |         |         |         | X       |         |        |        |        |        |        |        | 1     |
| Rússia             | X       |         |         |         |         |         |        |        |        |        | X      |        | 2     |
| Sèrbia             | X       |         |         |         | X       |         |        | X      |        |        |        |        | 3     |
| Eslovàquia         |         |         |         |         |         |         |        |        | X      |        |        |        | 1     |
| Eslovènia          |         |         |         |         |         |         |        |        | X      |        |        |        | 1     |
| Espanya            | X       | X       |         |         |         | X       |        | X      | X      | X      |        | X      | 7     |
| Suècia             |         |         |         |         |         |         |        |        |        |        | X      |        | 1     |
| Suïssa             |         |         |         |         |         |         |        |        |        | X      |        |        | 1     |
| Turquia            |         | X       | X       | X       | X       | X       | X      | X      | X      | X      | X      | X      | 11    |
| Ucraïna            |         |         | X       | X       |         |         | X      |        |        |        |        |        | 3     |
| 26 CONs            | 7       | 7       | 7       | 7       | 7       | 7       | 7      | 7      | 7      | 7      | 7      | 7      | 84    |

## Medallistes

### Masculí
| Event           | Or                              | Plata                         | Bronze                                |
| Individual Kata | Damian Hugo Quintero Espanya    | Mattia Busato Itàlia          | Mehmet Yakan Turquia                  |
| Kumite -60 kg   | Firdovsi Farzaliyev Azerbaidjan | Luca Maresca Itàlia           | Emil Pavlov Macedònia del Nord        |
| Kumite -67 kg   | Burak Uygur Turquia             | Steven Da Costa França        | Niyazi Aliyev Azerbaidjan             |
| Kumite -75 kg   | Rafael Aghayev Azerbaidjan      | Luigi Busa Itàlia             | Erman Eltemur Turquia                 |
| Kumite -84 kg   | Ayxan Mamayev Azerbaidjan       | Michail Georgos Tzanos Grècia | Uğur Aktaş Turquia                    |
| Kumite +84 kg   | Enes Erkan Turquia              | Jonathan Horne Alemanya       | Martin Nestorovski Macedònia del Nord |

### Femení
| Event           | Or                           | Plata                           | Bronze                     |
| Individual Kata | Sandra Sánchez Jaime Espanya | Sandy Scordo França             | Dilara Bozan Turquia       |
| Kumite -50 kg   | Serap Özçelik Turquia        | Bettina Plank Àustria           | Alexandra Recchia França   |
| Kumite -55 kg   | Emily Thouy França           | Jelena Kovacevic Croàcia        | Ilaha Qasimova Azerbaidjan |
| Kumite -61 kg   | Lucie Ignace França          | Merve Çoban Turquia             | Ana Lenard Croàcia         |
| Kumite -68 kg   | Irina Zaretska Azerbaidjan   | Alisa Theresa Buchinger Àustria | Marina Rakovic Montenegro  |
| Kumite +68 kg   | Maša Martinovic Croàcia      | Meltem Hocaoğlu Turquia         | Ivanna Zaytseva Rússia     |

## Medaller
| Pos.  | País               | Or | Plata | Bronze | Total |
| 1     | Azerbaidjan        | 4  | 0     | 2      | 6     |
| 2     | Turquia            | 3  | 2     | 4      | 9     |
| 3     | França             | 2  | 2     | 1      | 5     |
| 4     | Espanya            | 2  | 0     | 0      | 2     |
| 5     | Croàcia            | 1  | 1     | 1      | 3     |
| 6     | Itàlia             | 0  | 3     | 0      | 3     |
| 7     | Àustria            | 0  | 2     | 0      | 2     |
| 8     | Grècia             | 0  | 1     | 0      | 1     |
| 8     | Alemanya           | 0  | 1     | 0      | 1     |
| 10    | Macedònia del Nord | 0  | 0     | 2      | 2     |
| 11    | Montenegro         | 0  | 0     | 1      | 1     |
| 11    | Rússia             | 0  | 0     | 1      | 1     |
| Total | Total              | 12 | 12    | 12     | 36    |